# Johann Chapuis
Johann Chapuis est un footballeur français né le 15 janvier 1975 à Besançon. Il évolue au poste de défenseur central.

## Biographie
Johann Chapuis signe sa première licence à l'âge de neuf ans à Arc-et-Senans, son village d'enfance. Il passe ensuite par le FC Dolois puis l'Entente Dole-Tavaux avant de rejoindre le Besançon RC, club de sa ville natale. Il accède au National en 1999. Après une très bonne saison, il rejoint l'AS Nancy-Lorraine, dont l'entraîneur László Bölöni l'avait supervisé à plusieurs reprises.
En parallèle de sa carrière de footballeur, il poursuit des études de STAPS à l'UFR de Besançon, dans l'optique de devenir professeur d'EPS. En mars 2002, il est membre de l'équipe de France universitaire (FFSU), et s'illustre notamment lors d'un match face à la Libye.
En 2009, il est élu dans l'équipe-type de la saison en National. En fin de saison 2010-2011, le Stade Lavallois ne renouvelle pas son contrat. En janvier 2020, il est désigné dans le onze type de la décennie 2010 par la rédaction sportive de Ouest-France Laval.
Libre de tout contrat à l'été 2011, il s'engage à 36 ans avec l'US Créteil pour une saison. Jean-Luc Vasseur lui confie le brassard de capitaine, en dépit de performances moyennes lors des matches aller. Son contrat stipulant une clause de prolongation d'une année au-delà de vingt titularisations, il ne joue quasiment pas lors des matches retour. Après une saison à Créteil, il quitte le club.

## Style de jeu
Aligné au poste de stoppeur, il aime porter le danger dans la surface adverse et est capable de marquer régulièrement cinq à six buts par saison. Il totalise une cinquantaine de buts en treize années au haut niveau.

## Palmarès
| - ASOA Valence - National - Vice-champion (1) : 2005 |  | - Chamois niortais FC - National - Champion (1) : 2006 |

## Statistiques
| Saison                | Club                  | Championnat           | Championnat | Championnat | Coupe nationale | Coupe nationale | Coupe de la Ligue | Coupe de la Ligue | Total | Total |
| Saison                | Club                  | Division              | M.          | B.          | M.              | B.              | M.                | B.                | M.    | B.    |
| 1999-2000             | Besançon RC           | National              | 37          | 6           | 1               | 0               | -                 | -                 | 38    | 6     |
| Sous-total            | Sous-total            | Sous-total            | 37          | 6           | 1               | 1               | -                 | -                 | 38    | 7     |
| 2000-2001             | AS Nancy-Lorraine     | Division 2            | 13          | 1           | -               | -               | 1                 | 0                 | 14    | 1     |
| Sous-total            | Sous-total            | Sous-total            | 13          | 1           | -               | -               | 1                 | 0                 | 14    | 1     |
| 2001-2002             | CS Louhans-Cuiseaux   | National              | 30          | 2           | 3               | 2               | 1                 | 0                 | 34    | 4     |
| 2002-2003             | CS Louhans-Cuiseaux   | National              | 34          | 4           | -               | -               | 1                 | 0                 | 35    | 4     |
| Sous-total            | Sous-total            | Sous-total            | 64          | 6           | 3               | 2               | 2                 | 0                 | 69    | 8     |
| 2003-2004             | FC Rouen              | Ligue 2               | 29          | 0           | 1               | 0               | -                 | -                 | 30    | 0     |
| Sous-total            | Sous-total            | Sous-total            | 29          | 0           | 1               | 0               | -                 | -                 | 30    | 0     |
| 2004-2005             | ASOA Valence          | National              | 33          | 3           | -               | -               | 1                 | 0                 | 34    | 3     |
| Sous-total            | Sous-total            | Sous-total            | 33          | 3           | -               | -               | 1                 | 0                 | 34    | 3     |
| 2005-2006             | Chamois Niortais FC   | National              | 36          | 7           | 1               | 0               | 1                 | 0                 | 38    | 7     |
| 2006-2007             | Chamois Niortais FC   | Ligue 2               | 33          | 3           | 2               | 1               | 1                 | 0                 | 36    | 4     |
| 2007-2008             | Chamois Niortais FC   | Ligue 2               | 31          | 4           | 4               | 1               | 4                 | 0                 | 39    | 5     |
| Sous-total            | Sous-total            | Sous-total            | 100         | 14          | 7               | 2               | 6                 | 0                 | 113   | 16    |
| 2008-2009             | Stade lavallois       | National              | 37          | 5           | 1               | 0               | -                 | -                 | 38    | 5     |
| 2009-2010             | Stade lavallois       | Ligue 2               | 37          | 7           | 3               | 1               | 2                 | 2                 | 42    | 10    |
| 2010-2011             | Stade lavallois       | Ligue 2               | 36          | 3           | 2               | 0               | 2                 | 0                 | 40    | 3     |
| Sous-total            | Sous-total            | Sous-total            | 110         | 15          | 6               | 1               | 4                 | 2                 | 120   | 18    |
| 2011-2012             | US Créteil-Lusitanos  | National              | 22          | 0           | 4               | 0               | -                 | -                 | 26    | 0     |
| Sous-total            | Sous-total            | Sous-total            | 22          | 0           | 4               | 0               | -                 | -                 | 26    | 0     |
| 2012-2013             | Jura Sud Foot         | CFA                   | 12          | 1           | -               | -               | -                 | -                 | 12    | 1     |
| 2013-2014             | Jura Sud Foot         | CFA                   | -           | -           | -               | -               | -                 | -                 | 0     | 0     |
| Sous-total            | Sous-total            | Sous-total            | 12          | 1           | -               | -               | 4                 | 2                 | 16    | 3     |
| 2014-2015             | Jura Dolois Foot      | LR2                   | -           | -           | -               | -               | 0                 | 0                 | 0     | 0     |
| Sous-total            | Sous-total            | Sous-total            | -           | -           | -               | -               | 0                 | 0                 | 0     | 0     |
| 2014-2015             | Coteaux de Seille     | LR2                   | -           | -           | -               | -               | 0                 | 0                 | 0     | 0     |
| Sous-total            | Sous-total            | Sous-total            | -           | -           | -               | -               | 0                 | 0                 | 0     | 0     |
| Total sur la carrière | Total sur la carrière | Total sur la carrière | 405         | 43          | 20              | 6               | 12                | 2                 | 437   | 51    |